# Luto

Cinta de luto para referirse a alguien fallecido.

El luto es la expresión medianamente formalizada de responder a la muerte, es decir, la muestra externa de los sentimientos de pena y duelo ante el fallecimiento de un ser querido. En los países occidentales, esto incluye los entierros, las esquelas y la ropa de luto, entre otros. El luto dura el tiempo que sea necesario para honrar una persona fallecida, para respetarla, dolerse y para llegar a la aceptación.
La palabra luto viene del latín luctus, que significa dolor o aflicción. Luto comparte raíz etimológica con el término luctuoso, se refiere a algo triste, digno de llanto.

## Historia
Los antiguos se ponían el luto por el fallecimiento de sus parientes y cuando les sobrevenía cualquier desgracia. Este luto iba acompañado del duelo como entre los israelitas cuando hacían trizas sus vestidos, se herían el pecho, descubrían la cabeza, se rasuraban la barba y el cabello, y por último, practicaban el ayuno. Tradicionalmente, las mujeres han tendido a ejercer el luto durante más tiempo que los hombres, como expresión de una inferioridad de estatus social. Duraba por lo común siete días en la muerte de alguna persona aunque en ocasiones continuó por un mes como por Aarón y Moisés. También hasta setenta días como por el patriarca Jacob. Judith y la profetisa Ana llevaron luto toda su vida.

### Antigua Grecia
En Esparta el luto duraba once días, el día doce se aliviaba después de sacrificar  una res: estaba prohibido llorar públicamente por los difuntos pero no llevar como signo de luto trajes lúgubres.
En Atenas el luto era de mucho más tiempo que en Lacedemonia. Las mujeres le llevaban en blanco y los hombres en color pardo. Las mujeres cortaban su cabello; los hombres dejaban crecer su barba. Los padres vestían luto por sus hijos. La mayor prueba de dolor era cortarse el cabello sobre los sepulcros de las personas por quienes derramaban lágrimas, costumbre admitida y común en todos los pueblos cuando les acontecía una calamidad pública, como lo fue la batalla de Cheronea (Olimpiada LXXXIII-2.0 año—447 a. C.) en que todos los habitantes de Atenas se cortaron el cabello. Era también signo de tristeza concedido a la amistad, cortar la crin de sus mulas y caballos.

### Antigua Roma

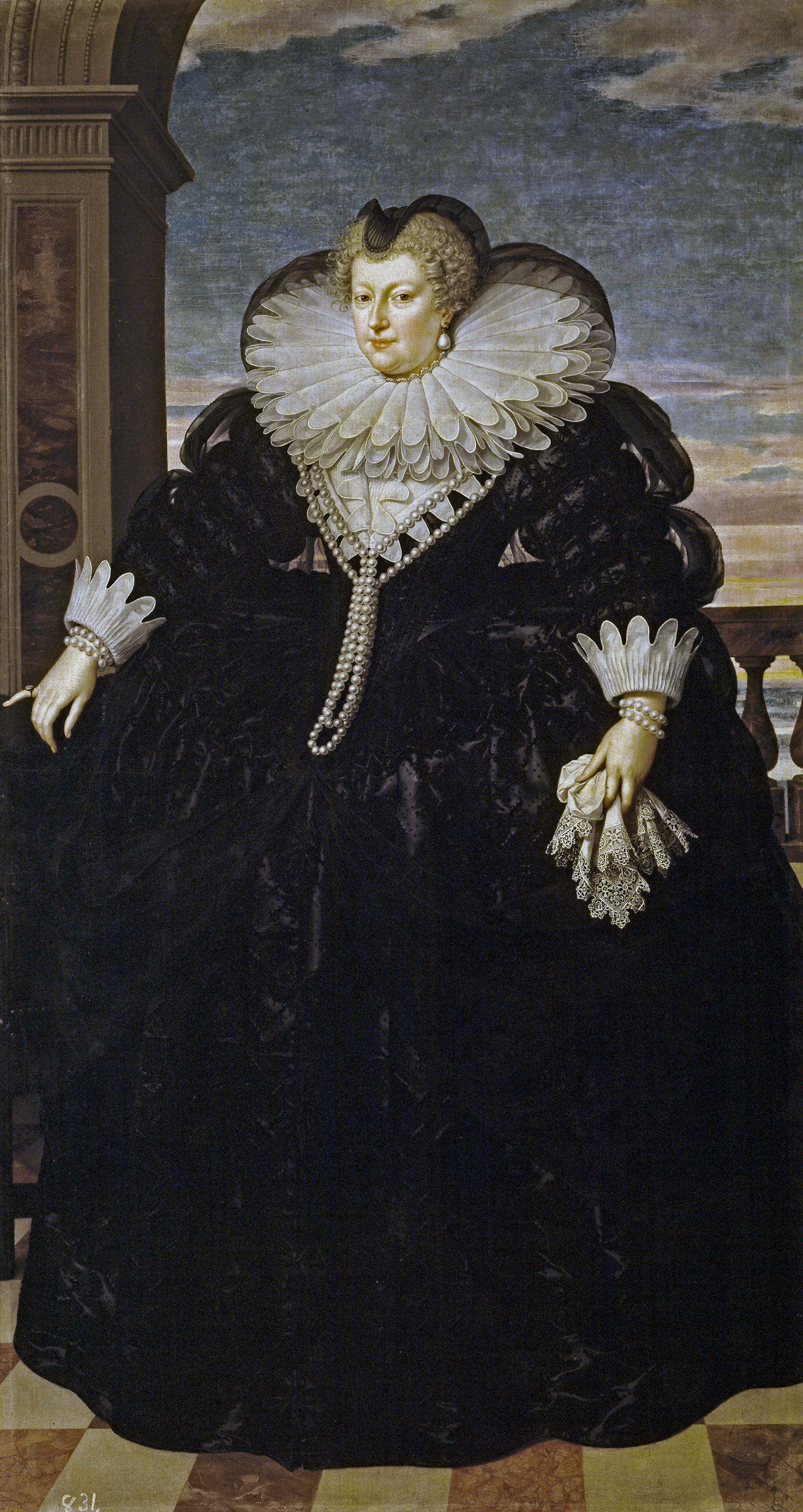
María de Médici viuda (1613), por Frans Pourbus el joven.

En Roma en su origen creyeron que un largo luto era más propio de mujeres que no de hombres. La ley lo permitía en los varones por pocos días y en las mujeres un año como en la muerte del cónsul L. Junio Bruto (245 de Roma-509 a. C.) lo llevaron las damas romanas y en la de Augusto, según refiere Dion. En tiempo de Numa , dice Suetonio, que el año tenía diez meses, era el que usaban de luto las mujeres. La viuda que teniéndolo se casaba incurría en la nota de infame; los hombres sin embargo, podían tomar una mujer cuando quisieran. El príncipe del Senado arreglaba el luto de los niños no usándose por la muerte de los menores de tres años. Para los mayores de esta edad hasta la de diez años, se llevaba luto tantos meses como años tuvieran. Había luto nacional o público como el tenido por la batalla de Cannas (538 de Roma-216 a. C.), que la República ordenó por treinta días para que se olvidase lo antes posible el desastre sufrido. Algunas circunstancias especiales interrumpían el luto en las familias como el nacimiento de un niño, el haberse obtenido cualquier distinción de honor, la celebración de determinadas fiestas en honor de los dioses o la dedicación de un templo. Fuera de estos casos, era para los Romanos un deber de religión llevar el luto todo el tiempo señalado.
El color negro o el muy oscuro fueron en un principio comunes a los trajes de luto de ambos sexos. Después, como en tiempo de Augusto, las mujeres llevaron un velo, el resto del vestido, negro sin adorno alguno. Desde Domiciano el traje era todo blanco también sin adorno de ninguna clase. El luto en los hombres consistía en dejarse crecer el cabello y la barba y no ceñir corona: en no salir de casa dejando de asistir a las reuniones o parajes de diversiones públicas para no turbar el regocijo de los demás: en el luto nacional o público estaban cerradas las tiendas, el Foro no ejercía sus funciones ni las de la administración de justicia: los magistrados vestían como el pueblo, sin hacer uso de ninguno de sus distintivos y hasta los cónsules abandonaban sus asientos para colocarse en el del Pretor o en los de los Tribunos.

## Costumbres sociales y ropaje

### Europa continental
La costumbre de llevar ropa negra sin adornos en señal de luto se remonta al menos al Imperio romano, cuando la toga pulla hecha de lana de color oscuro se vestía durante los periodos de luto.
Durante la Edad Media y el Renacimiento, las ropas propias del luto se llevaban por pérdidas personales y generales: se dice que tras la matanza del día de San Bartolomé de hugonotes en Francia Isabel I de Inglaterra y su corte vistió de luto riguroso para recibir al embajador francés.
Las mujeres de luto y las viudas llevaban sombrero y velo negros, generalmente en una versión conservadora de la moda contemporánea.
En algunas zonas rurales de Portugal, España, Grecia y otros países mediterráneos, las viudas visten de negro el resto de sus vidas. Los miembros inmediatos de la familia del difunto visten de negro durante un período más amplio que el resto.

#### Luto blanco
El color del luto más riguroso entre las reinas europeas medievales era el blanco en lugar del negro. Esta tradición sobrevivió en España hasta finales del siglo XV, momento en el que los Reyes Católicos , a raíz de la muerte en 1497 de su segundo hijo, el príncipe Juan de Aragón (príncipe de Asturias), decretaron la restauración del negro como color oficial del luto.
La reina Fabiola de Bélgica (española de nacimiento) lo utilizó en el funeral de su marido, el Rey Balduino I de Bélgica, que tuvo lugar en el año 1993. Se trataba de un vestido blanco creado por el diseñador español Cristóbal Balenciaga .
Era costumbre entre las doncellas de Francia vestir el deuil blanc o ‘luto blanco’. Este es el origen del guardarropa de luto blanco creado por Norman Hartnell para la reina Isabel en 1938.

### Reino Unido
En el Reino Unido no hay actualmente ninguna ropa especial o comportamiento obligatorio para aquellos que guardan luto, e incluso vestir de negro en los funerales es una costumbre en declive. Sin embargo, tradicionalmente existieron estrictas reglas sociales a observar.
En el siglo XIX, el comportamiento durante el luto en Inglaterra se había desarrollado en un complejo conjunto de reglas, particularmente entre las clases altas. Las mujeres soportaban el mayor peso de estas costumbres, que implicaban llevar gruesas ropas cerradas negras y gruesos velos negros de crepé. También se vestían gorros y bonetes especiales, normalmente negros o de otros colores oscuros. Había incluso unas joyas especiales de luto, a menudo hechas de azabache o de cabellos del difunto. Los ricos podían incluso llevar camafeos o relicarios diseñados para guardar un mechón del cabello del difunto o alguna reliquia parecida.
Se esperaba de las viudas que llevasen ropas especiales para señalar que estaban de luto hasta cuatro años después del fallecimiento. Prescindir de estas ropas antes se consideraba irrespetuosos con el difunto, y si la viuda era aún joven y atractiva, incluso sexualmente promiscuo. A los sujetos a estas reglas se les permitía reintroducir lentamente ropas convencionales en diferentes momentos del periodo de luto, etapas que eran conocidas por términos como «luto completo», «medio luto» y similares.
Los amigos, conocidos y empleados guardaban también luto en mayor o menor grado según su relación con el difunto. En general, los sirvientes llevaban brazaletes de tela negra cuando había habido una muerte en la casa donde servían.
El luto formal tuvo su culmen durante el reinado de la Reina Victoria. La propia Victoria puede haber tenido mucho que ver con esta práctica, debido a su larga y conspicua pena por la muerte de su marido, el príncipe Alberto. Aunque la moda comenzó a ser más funcional y menos restrictiva en la siguiente época Eduardiana, los ropajes correctos para hombre y mujeres, incluyendo los del periodo de luto, eran aún estrictamente prescritos y rígidamente adoptados.
Las reglas fueron relajándose gradualmente y se convirtió en práctica aceptable para ambos sexos vestirse de colores oscuros hasta un año después de la muerte de un familiar.

### Estados Unidos

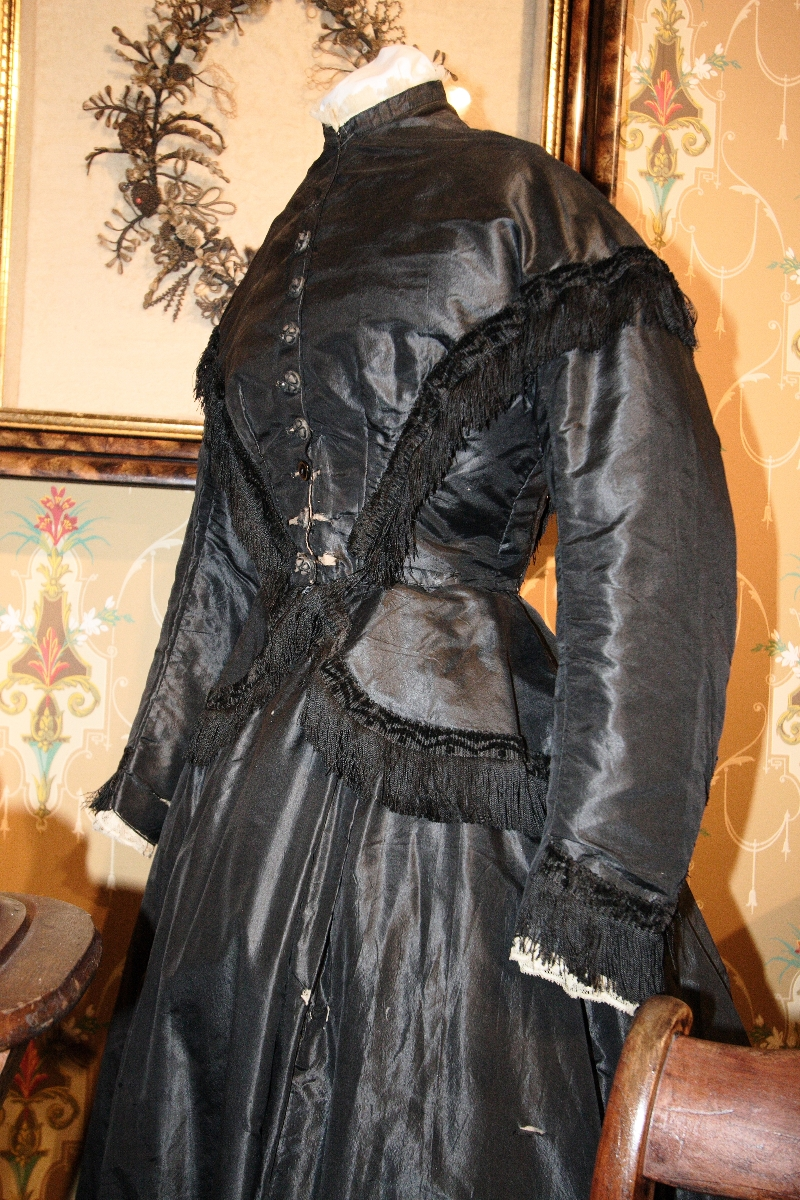
Vestido de luto, sobre 1867 (Museum of Funeral Customs, Illinois)

En Estados Unidos el luto seguía generalmente las formas británicas. En el Sur anterior a la Guerra Civil, con buenas costumbres que rivalizaban con las de Inglaterra, el luto se observaba estrictamente. La escena del libro y la película Lo que el viento se llevó en la que Scarlett O'Hara escandaliza a los asistentes a un baile al aceptar la invitación de Rhett Butler a pesar de estar de luto por el fallecimiento de su último marido refleja fielmente las costumbres sociales de la época.
La pérdida del jefe de la familia tenía importantes consecuencias para las viudas indias: en algunas tribus, el luto incluía el acto extremo de mutilarse un dedo.

### África

#### Etiopía
En Etiopía, un iddir es una organización comunal tradicional en la que los miembros se apoyan unos a otros durante el periodo de luto. Los miembros realizan contribuciones económicas mensuales constituyendo un fondo del que recibirán cierta suma en caso de fallecimiento, según la cercanía del difunto. El objeto de dicho pago es ayudar a pagar el funeral y demás gastos relacionados con el fallecimiento. Además, los miembros femeninos del iddir hacen turnos para realizar las tareas domésticas como preparar la comida para la familia que está de luto y la gente de acude a darles el pésame. Normalmente, los miembros masculinos asumen la responsabilidad de arreglar el funeral y erigen una tienda temporal para cobijar a los invitados que acuden a visitar a la familia de luto. Los miembros del iddir también permanecen con la familia de luto y les reconfortan durante tres días completos.

### Asia

#### Camboya
En Camboya, la minoría étnica jemer celebra la despedida al ser querido con una gran fiesta para que el difunto pueda disfrutar por última vez de la alegría de la vida. Las personas más allegadas enseñan al muerto el camino hacia el cielo, se quema dinero falso para pagar un peaje en su trance hacia el cielo y se arrojan talismanes.

### México
Existen múltiples maneras de expresar el luto. En México existen muchas formas de hacerlo. Para empezar, la viuda vestía de negro, así se guardaba el luto. Se realiza un velorio, se coloca debajo del ataúd un plato de rodajas de cebolla para que recoja todos los males, rezar rosarios durante nueve días posteriores al fallecimiento y por último poner y levantar una cruz de cal para proteger el alma del difunto. Otro evento sumamente importante que se celebra en México es el Día de Muertos, aquí se rinde homenaje y se recuerda a seres queridos que han fallecido. En México, frente a la pérdida de alguna celebridad o personaje importante, izan la bandera nacional a media asta como signo de luto . La suspensión de algunos eventos festivos también es una forma de expresar el duelo de un pueblo. Se pone un moño negro o portarlo es parte de estas prácticas en torno del luto humano. También se guarda un minuto de silencio.

## Luto oficial

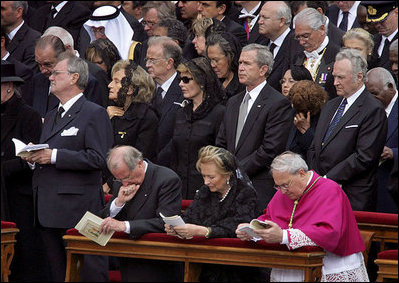
Funeral del papa Juan Pablo II.

En caso de catástrofe o muerte de alguna persona relevante, se declara el luto oficial, que regula el comportamiento de las personalidades públicas y, en su caso, los miembros de la familia real. El grado y duración del luto oficial suele decretarse siguiendo un protocolo establecido y puede tener varios ámbitos: nacional, regional o local. En el caso de que sea a nivel nacional, en España, el Consejo de Ministros es la autoridad que puede decretar un determinado tiempo de luto nacional, con su correspondiente publicación en el Boletín Oficial del Estado.
Un caso típico en el que suele declararse un periodo de luto oficial es el fallecimiento del jefe de Estado. Las señales de duelo varían de un país a otro, pero suele el izado a media asta de las banderas en edificios públicos (como dato curioso puede señalarse que las banderas no se izan directamente a media asta, sino que se izan por completo y luego se arrían a media asta). Un ejemplo de lo anterior fue la muerte del emir de Kuwait en enero de 2006, que provocó la declaración de un periodo de luto de 40 días. En Tonga, el luto oficial dura un año, después del cual el heredero real es coronado.
Por otra parte, el principio de continuidad del Estado debe ser respetado. Este principio se refleja en el dicho franćes Le Roi est mort, vive le Roi! (‘El rey ha muerto, ¡viva el rey!’). Independientemente de las formalidades del luto, el poder debe ser traspasado, y si la sucesión no está en disputa es mejor hacerlo inmediatamente. A pesar de lo cual puede producirse un interrupción en el servicio civil como resultado del cierre de las oficinas uno o más días, especialmente en la fecha del funeral de Estado.

## Costumbres modernas
La ropa de luto se ha vuelto menos habitual desde mediados del siglo XX. Sí sigue siendo habitual, aunque no universal, indicar que se está de luto vistiendo ropa sobria y semiformal, especialmente en el funeral y entre los familiares y amigos más cercanos del difunto. Así, los hombres suelen vestir traje y corbata oscuros, y las mujeres pueden llevar trajes largos y oscuros. El brazalete se sigue usando principalmente entre irlandeses, alemanes, austriacos y otras comunidades católicas del centro y norte de Europa.
Algunas costumbres modernas han evolucionado, como por ejemplo el uso de gafas de sol para ocultar los ojos llorosos. 
Con la masificación de las redes sociales en Internet, como comunidades virtuales es posible llevar un «luto en línea», referido a las acciones que toman los dolientes para con sus difuntos dentro de las diferentes plataformas que ofrece la web.

### Otras costumbres
El luto se guarda como señal de respeto, solidaridad u homenaje por grupos concretos en circunstancias especiales. Por ejemplo:
- El equipo olímpico israelí lució brazaletes negros en 1976 para conmemorar el ataque terrorista sufrido por el equipo de los Juegos Olímpicos de 1972.
- Un equipo deportivo puede llevar brazaletes negros o añadir una banda negra a su uniforme durante un periodo concreto de tiempo tras la muerte de un propietario, miembro del equipo o persona especialmente vinculada a él.
- Una comunidad puede llevar lazos de colores especiales en un día concreto o en un período particular. Por ejemplo, tras atentados del 11 de septiembre de 2001 se llevaron lazos rojos, blancos y azules (colores de la bandera estadounidense).
- Respetar un «minuto de silencio» y arriar las banderas a media asta son también manifestaciones de luto por una muerte. Ambos actos suelen coincidir con periodos de luto nacional (como tras la muerte de un expresidente de gobierno u otro líder importante). Sin embargo, las banderas se bajas a veces a media asta por otros motivos, como la muerte de un estudiante o personaje local de renombre. Dichas circunstancias cambian notablemente y suelen estar influidas por las costumbres locales.
- Los empleados locales y estatales que visten uniformes que pueden insignias colocan una banda negra alrededor de éstas cuando un compañero fallece en cumplimiento de su deber.

### Judaísmo
El shiv'ah es una práctica judía de luto en la que la gente modifica su comportamiento como expresión de su dolor. En Occidente, típicamente, se cubren los espejos y se hace un pequeño desgarro en una prenda de vestir que simboliza el dolor emocional, práctica que se solía hacer en los tiempos del templo de Jerusalén, al recibir la noticia de la muerte de un familiar el dolor llevaba a la persona a desgarrarse las ropas. En la Shivá por lo general no se afeitan, ni se bañan, ni se cuidan estéticamente hasta el entierro de ese ser querido. La shivá post-entierro consta de rezos todos los días en la sinagoga por el difunto y no participar de fiestas con motivos de alegría. La shivá post-entierro dura 11 meses para los hijos del difunto, y un mes para el esposo/a, hermanos y padres del difunto/a. Luego de que termina en su totalidad la shivá, ya sean 11 meses o un mes, se hace un rezo todos los años en la fecha del cumpleaños del fallecido, y en la fecha en la que se conmemora su fallecimiento.

### Cristianismo
Las costumbres sociales europeas anteriormente descritas son en general expresiones religiosas cristianas socialmente generalizadas.
Las misas funerales católicas actuales usan el color litúrgico morado en lugar del negro anterior al Vaticano II, aunque el uso de ornamentos negros no se ha prohibido y sigue siendo opcional. (Tradicionalmente, los entierros de los niños, albaets ya bautizados hasta el uso de razón se celebran con ornamentos blancos, pues son como «ángeles» que entran directamente en el cielo, al no tener pecado; el ritual de estos funerales, aunque nada cita sobre el color litúrgico se centra más en el consuelo de la familia que en las peticiones del descanso eterno del infante).
Las iglesias cristianas se visten a menudo simbólicamente de luto durante la época de Cuaresma para conmemorar el sacrificio y muerte de Jesús. Las costumbres cambian de una confesión a otra e incluyen cubrir o retirar estatuas, iconos y pinturas, así como el uso de colores litúrgicos especiales, como el violeta, durante Cuaresma y Semana Santa.
En congregaciones más formales, los miembros de la parroquia también se visten de forma especial durante la Semana Santa, especialmente el Jueves y el Viernes Santo, días en los que sigue siendo común vestir ropas negras u oscuras (marrón o verde oscuro principalmente). En algunos lugares es tradición que las mujeres vistan de mantilla.
El luto en el catolicismo está muy asociado a las mujeres,[cita requerida] habiendo sido una imposición social para estas durante años.[cita requerida] Con la pérdida de hegemonía del catolicismo en algunos países tradicionalmente católicos, se han visto reacciones de mujeres contra el luto durante toda su vida, posteriormente a la muerte del familiar cercano. Un caso de denuncia literaria de esta práctica podemos verlo en la obra de teatro La casa de Bernarda Alba de Federico García Lorca.
A las personas recientemente fallecidas se les suele realizar el llamado novenario, consistente en hacer rosarios y misas durante 9 días posteriores a la inhumación. Se le conoce comúnmente como rezos.[cita requerida]

### Hinduismo
El hinduismo considera que la muerte y el nacimiento están relacionados con la impureza ritual. Esta impureza es más severa durante la muerte que en el nacimiento, por lo que una muerte requiere tan 12 días de impureza ritual (aplicada a todos los familiares directos), mientras un nacimiento sólo requiere 10 días (aplicados a los padres del niño recién nacido).
El luto hindú comienza inmediatamente después de la cremación del cuerpo y termina en la mañana del decimotercer día. El cuerpo se incinera tradicionalmente en las 24 horas siguientes a la muerte, si bien las cremaciones no se llevan a cabo tras la puesta del sol y antes de la salida de este.
Justo tras la muerte se enciende una lámpara de aceite junto al difunto y se mantiene encendida los primeros tres días del período de luto. Durante estos días, se considera que la familia inmediata está en un estado de impureza ritual extrema y debe observar varias reglas. No deben tocar o ir cerca del altar de la familia, no deben entrar en un templo o cualquier lugar sagrado, no deben participar en cualquier otro rito religioso (excepto funerales), no deben recitar o leer ninguna escritura sagrada hinduista (como la Bhágavad guitá), no deben visitar a otros miembros o amigos de la familia, no pueden asistir a eventos sociales como bodas, fiestas, etcétera. En el día en que ocurre el fallecimiento, la familia no debe cocinar, pues se considera inadecuado encender el hogar de la familia cuando se está incinerando a un miembro, por lo que generalmente la familia y los amigos cercanos proveen de alimentos a la familia de luto. Si la muerte ocurrió lejos del hogar y la cremación se retrasa, la familia tiene que seguir las reglas anteriores aun cuando el período de luto formal no haya comenzado en realidad.
El blanco (símbolo de la pureza) es también el color del luto y muchos vestirán de blanco durante el periodo de luto.
Si alguna fiesta religiosa cae en este período de luto, la familia no puede celebrarla por estar en un estado de impureza ritual. También se prohíbe que otros miembros o amigos coman o beban en la casa de la familia que guarda el luto.
La muerte no se considera como «final», sino como un momento crucial en el viaje aparentemente sin fin del indestructible atman (alma) a través de innumerables cuerpos de animales y seres humanos. Por esto el hinduismo prohíbe el luto o las excesivas lamentaciones sobre la muerte, pues esto podría entorpecer el paso del alma del difunto hacia su siguiente viaje.
En la mañana del decimotercer día, se celebra una ceremonia de shraddha (literalmente ‘fe’). La familia despierta antes de salida del sol y toma un baño purificador. La ceremonia principal implica un sacrificio de fuego, en el que se hacen ofrendas a los antepasados y a otros dioses, para asegurar que el difunto tenga una vida futura pacífica. Típicamente después de la ceremonia, la familia limpia y lava todos los ídolos del altar y ofrece flores, frutas, agua y alimento purificados a los dioses. La familia está entonces preparada para romper el período de luto e impureza ritual y volver a la vida cotidiana. Generalmente se dibuja un modesto rangoli o un kolam (diseño decorativo) fuera de la casa (que se borra al día siguiente) y los miembros de la familia visitan un templo por primera vez tras la muerte. El período de medio luto suele durar 12 meses completos, durante los cuales la familia no puede celebrar fiestas (como el Diwali) ni asistir a bodas y fiestas.
El período de luto suele acabar en el primer aniversario del fallecimiento, en el que se celebra la ceremonia anual de shraddha.